# Thomas Winkelmann
Thomas Winkelmann (* 20. Dezember 1959 in Hagen) ist ein deutsch-US-amerikanischer Manager und war seit Februar 2017 Vorstandsvorsitzender der Air Berlin.

## Leben
Winkelmann studierte Linguistik und Alte Geschichte an der Freien Universität Berlin und der Westfälischen Wilhelms-Universität Münster. Anschließend absolvierte er ein Aufbaustudium in Betriebswirtschaft an der Freien Universität Berlin. 2004 absolvierte er an der Harvard University das AMP. Nachdem er Berufserfahrung in Führungspositionen bei Kaufhof und dem Deutschen Reisebüro gesammelt hatte, trat er 1998 in die Lufthansa ein. Dort war er zunächst Leiter für das Geschäft in Lateinamerika und der Karibik mit Sitz in Miami. Anschließend war er als Vice President Nord- und Südamerika in New York verantwortlich für die Gesamtorganisation der Lufthansa auf dem amerikanischen Doppelkontinent. Von September 2006 bis Ende Oktober 2015 war er Sprecher der Geschäftsführung (CEO) der Germanwings GmbH. Dort war er auch für die Abteilungen Vertrieb, Marketing, Netzplanung und Unternehmenskommunikation verantwortlich. Dort sollte er „die Konkurrenz Ryanair, Easyjet und die deutsche Nummer zwei, Air Berlin, in Schach halten...“ Seit 2013 ist er außerdem Mitglied im Vorstand (Board of Directors) von JetBlue Airways.
Gleichzeitig mit der Übergabe der Verantwortung für das Low-Cost-Geschäft im Lufthansa-Konzern von Germanwings zu Eurowings wechselte Winkelmann zum 1. November 2015 in die Position des Chief Executive Officer (CEO) Hub München der Lufthansa und leitete somit das südliche Lufthansa-Drehkreuz.
Im Februar 2017 trat er die Nachfolge von Stefan Pichler als Vorstandsvorsitzender von Air Berlin an. Nach dem Antrag auf Eröffnung eines Insolvenzverfahrens der Air Berlin im August 2017 wurde davon ausgegangen, dass Winkelmanns Gehalt (insgesamt 4,5 Millionen Euro, ca. 950.000 € pro Jahr) bis 2021 weitergezahlt wird, während viele Mitarbeiter leer ausgingen. Einige Mitarbeiter wandten sich daher in einem Lied an ihn. Im April 2018 wurde bekannt, dass er entgegen ursprünglichen Erwartungen Vorstandsvorsitzender der sich seit November 2017 im Insolvenzverfahren befindlichen Air Berlin bleibt, um insbesondere bei der Identifizierung und Eintreibung von Außenständen des Unternehmens mitzuwirken.